# リトル・トーキョー (プロレスラー)
リトル・トーキョー（Little Tokyo、1941年7月5日 - 2011年9月6日）は、1970年代から1990年代にかけてアメリカ合衆国で活躍した日本のミゼット・プロレスラーである。本名は赤羽 茂（あかばね しげる）だが、海外ではシゲリ・アカバネ（Shigeri Akabane）と呼ばれることもあった。
NWA、AWA、WWF（現：WWE）の3団体で活動し、NWAミゼット王座には3度就いている。WWEでは1987年のレッスルマニアIIIにおいて、年間最大の興行であるレッスルマニアに日本人レスラーとして初めて出場した。

## 来歴
父は小さな工場を持つガラス職人で、4人の兄弟姉妹がいた。彼は柔道で鳴らしていたが、北米のミゼットレスラーを日本に招聘していたヨシオ・タマイエなるプロモーターに誘われてプロレスラーに転身。1970年代初頭に本名でデビューした。この時期に、日本で巡業していたイギリス出身のミゼットレスラー、ロード・リトルブロックことエリック・トビー（Eric Tovey）と親交を持ち、エリックの勧めで1972年に渡米。その間に結婚している。
アメリカではリトル・トーキョーをリングネームに、「田吾作タイツ」と呼ばれたハーフタイツに浴衣、下駄という、グレート東郷、キンジ渋谷、ミツ荒川、ミスター・フジら日系ヒールのスタイルに倣って活動した。
1974年8月、リトル・ビーバーからNWA世界ミゼット王座を獲得。以降、1980年4月にカウボーイ・ラングに奪取されるまで6年間保持した。同王座には通算3回就いている。
1981年12月25日にテキサス州ダラスのリユニオン・アリーナで開催されたNWAビッグタイム・レスリングのイベント、クリスマス・スター・ウォーズ81では第2試合でタイニー・トム（Tiny Tom）と対戦。この大会にはザ・グレート・カブキも出場しており、主宰者のフリッツ・フォン・エリックと対戦した。団体名をWCCWと改称後の翌1982年のクリスマス・スター・ウォーズ82では、同じく第2試合でローン・イーグル（Lone Eagle）と対戦している。リック・フレアー対ケリー・フォン・エリックのNWA世界ヘビー級王座戦がメインイベントで行われた同大会には、マジック・ドラゴンと名乗っていたハル薗田も出場していた（ザ・チェックメイトと組んでホセ・ロザリオ&アル・マドリルと対戦）。
1985年9月28日には、イリノイ州シカゴのコミスキー・パークで開催されたAWAのビッグイベント、スーパー・クラッシュ85に出場し、第5試合でリトル・ミスターT（Little Mr. T）と対戦、同年8月に再奪取していたNWA世界ミゼット王座を防衛した（同王座は1986年1月12日にリトル・ミスターTに奪取されるまで保持していた）。リック・マーテル対スタン・ハンセンのAWA世界ヘビー級王座戦がメインイベントで行われた同大会には、ジャイアント馬場、ジャンボ鶴田、天龍源一郎も出場しており、直後の第6試合でハーリー・レイス&ロング・ライダース（スコット・アーウィン&ビル・アーウィン）から勝利を収めている。
そして1987年3月29日、46歳となった赤羽は人生最大のイベントとなるレッスルマニアIIIに出場した。ミシガン州ポンティアックのポンティアック・シルバードームで開催された同大会は、ハルク・ホーガン対アンドレ・ザ・ジャイアントのWWF世界ヘビー級王座戦をメインイベントに、9万3173人の観客を動員した。赤羽は第3試合、ヘビー級1人とミゼット2人が組む混合6人タッグマッチにおいて親友のリトルブロックおよびヘビー級のキングコング・バンディと組み、ヘビー級のヒルビリー・ジム、ミゼットのリトル・ビーバー&ハイチ・キッド組と対戦。試合は202kgのバンディが27kgのビーバーを攻撃して反則負けとなり、ミゼットのレスラー全員が気絶したビーバーをかばった。
その後、翌1988年1月1日にはシカゴを拠点とする団体、WCPWにてカウボーイ・カットレル（Cowboy Catrell）とWCPW世界ミゼット王座を争いこれを奪取。同王座の初代王者となる。同王座は今回と1996年の都合2回戴冠した。1994年9月29日にはカリフォルニア州マリナ・デル・レイを拠点とする団体、UWF（日本のUWFや、ビル・ワットが主宰したUWFとは接点のない別団体）にてカラテ・キッド（Karate Kid）とUWF世界ミゼット王座を懸けて対戦し勝利。同王座を獲得したが、UWFは1996年に活動を停止し、一度も防衛戦は行われなかった。赤羽が引退したのは1997年である。
2010年に口腔癌に罹っており、すでに離婚していたが医師や家族らに支えられて生活していた。そして2011年9月6日、ミズーリ州セントジョセフの病院にて心臓発作のため70歳で死去。遺体はセント・ジョセフ・メモリアル・パークに葬られた。

## 獲得タイトル
ナショナル・レスリング・アライアンス
- NWA世界ミゼット王座：3回[3]

ウィンディ・シティ・プロ・レスリング
- WCPW世界ミゼット王座：2回

ユニバーサル・レスリング・フェデレーション
- UWF世界ミゼット王座：1回[12]